# Felix Pino z Friedenthalu
Felix Pino svobodný pán z Friedenthalu (něm. Felix Pino von Friedenthal; 14. října 1825 Vídeň – 14. dubna 1906 Sankt Ruprecht) byl rakousko-uherský, respektive předlitavský státní úředník a politik, v období let 1881–1886 ministr obchodu Předlitavska.

## Život
Pocházel ze šlechtické rodiny původem z Lombardie. V letech 1845–1848 vystudoval právo na Vídeňské univerzitě. Od roku 1849 působil ve státních službách. Pracoval u trestního soudu v Štýrském Hradci a u ústředního plavebního úřadu v Terstu. Později byl úředníkem politické správy v městech Belluno a Gorizia. V roce 1867 zastával post okresního hejtmana v dolnorakouském Badenu, později tuto funkci vykonával v Gorizii. Následně v letech 1870–1874 byl zemským prezidentem (místodržícím) v Bukovině, kde se podílel na přípravách vzniku Černovické univerzity. Kromě toho do roku 1878 zasedal v Bukovinském zemském sněmu, který ho v roce 1871 zvolil poslancem Říšské rady (celostátní zákonodárný sbor, tehdy ještě nevolen přímo, ale tvořen delegáty jednotlivých zemských sněmů), kde reprezentoval kurii venkovských obcí v Bukovině. Opětovně byl zvolen i v prvních přímých volbách do Říšské rady roku 1873, kdy získal mandát poslance za kurii venkovských obcí v Bukovině, obvod Vyžnycja, Putilla, Kicmaň atd.
Do vídeňského parlamentu se opět vrátil v doplňovacích volbách roku 1882 za kurii venkovských obcí v Bukovině, obvod Suceava, Rădăuți atd. Slib složil 5. prosince 1882. Mandát obhájil ve volbách do Říšské rady roku 1885, nyní ovšem za kurii venkovských obcí v Korutanech, obvod Klagenfurt, Völkermarkt atd. Rezignaci na poslanecký mandát oznámil dopisem 28. ledna 1887.
Po volbách do Říšské rady roku 1885 se uvádí jako člen Coroniniho klubu, oficiálně nazývaného Klub liberálního středu, který byl orientován vstřícněji k vládě Eduarda Taaffeho.
Byl členem klubu německé liberální levice. Zároveň pokračoval ve své dráze vysokého státního úředníka. Od roku 1874 do roku 1879 byl místodržícím v Terstu a pak do roku 1881 místodržícím v Horních Rakousích.
Dne 14. ledna 1881 se stal ministrem obchodu Předlitavska ve vládě Eduarda Taaffeho. Ministrem byl do 16. března 1886. Za jeho působení pokračoval proces spuštění poštovní spořitelny, stejně jako tendence k zestátňování některých soukromých železničních tratí.
Po odchodu z vlády se opět vrátil na úřednické posty a znovu zastával pozici zemského prezidenta v Bukovině.